# بلدية غوازب
بلدية غوازب هي بلدية في البرازيل، تتبع ميناس جرايس، بلغ عدد سكانها 49٬430  نسمة، في 2010، تبلغ مساحتها 285٫913 كيلومتر مربع.

## الموقع
تشترك في الحدود مع:
- Pratinha [الإنجليزية]‏.

## أعلام
- كايتانو كاليل
- هرقل ميراندا